# Islam Channel
Islam Channel — британский телеканал, вещающий через системы спутникового телевидения, на английском языке. Вещание канала бесплатное (FTA). Темой большинства передач является мусульманская религия. Британские официальные данные заявляют, что 59 % мусульман Британии регулярно смотрят этот канал, цифра выше чем у любого другого мусульманского Канала . Islam Channel вещает на всю Европу, Ближний Восток и Северную Африку через спутники, а также имеет живое вещание в Интернете. В планах канала спутниковое вещание в Северной Америке. Канал начал вещать в марте 2004 года через британскую систему Sky Digital, на канале 836, но впоследствии переместился на канал 813. В апреле 2010, стал вещать на канале 693 британской системы Freesat. Охват других стран ведётся через спутники Astra 2A, 2B ,Eurobird 1 28,5°E и Hotbird 13e.
Канал был создан усилиями Мохаммеда Сэджида, Шахина Ахтара (Shaheen Akhtar), Салоддина Али, Ибрагима Рашида, Фейсулы Назира и Асифа Малика. Начиная с его запуска канал постоянно расширял свой диапазон программ, и включает программы о текущих событиях, вопросах образования, исламских ценностях, исламской доктрине и пр. Потенциальная аудитория — главным образом англоговорящие мусульмане.

## Глобальный Мир и Единство
«Глобальный Мир и Единство» (англ.-«Global Peace and Unity») — крупномасштабная конференция, организованная каналом, проходящая на арене ExCel в Лондоне, начиная с 2005 г. В 2010 году её посетило около 50 000 мусульман и немусульман. Цели конференции, согласно организаторам — диалог людей из всех сфер британского общества, распространение информации об Исламе и мусульманах, сближение между мусульманами и немусульманами. Известные ораторы, выступавшие на конференции:
- Мохамед Али Харрэт — президент Канала Islam;
- Ивонн Ридли — прежний редактор канала Islam Channel;
- Юсуф Эстес — исламский проповедник из Техаса;
- Дауд Уорнсби — поэт и певец из Канады;
- Салма Якуб — политик;
- Имран Хан — политический деятель, прежний капитан сборной Пакистана по крикету;
- Закир Найк — индийский проповедник ислама;
- Ник Клегг — Член парламента Великобритании;
- Икбаль Сакрани — прежний Председатель Совета мусульман Великобритании;
- Джордж Галлоуей — член парламента Великобритании;
- Саймон Хьюс — член парламента Великобритании;
- Кен Ливингстон — бывший мэр Лондона;
- Сара Джозеф — Редактор исламского журнал «Emel»;